# Prosper-Didier Deshayes
Prosper-Didier Deshayes (?, ~1750 - París, 1815) fou un compositor, violinista i ballarí francès del classicisme. Era pare del ballarí i coreògraf André-Jean-Jacques Deshayes. Des de 1782 fou el compositor dels interludis i ballables de la Comédie-Française. El 1870 s'interpretà un oratori seu, Els macabeus, seguit, el 1786, d'una altra obra del mateix gènere El sacrifici de Jefté. Entre les seves òperes còmiques hi ha:
- Le faux serment;
- L'Auteur á la mode (1786);
- Le paysan à prétention (1787);
- Adèl·le et Didier (1790;
- Zèlia, ou le Mari à deux femmes (1791);
- Mèlite, ou le Pouvoir de la nature (1792);
- La fin du jour (1793);
- Le Petit Orphée (1793);
- Le mariage patriòtiques (1793);
- Bella (1795);
- Don Carlos (1799);
- Henri de Bavière (1803), etc.

Així mateix deixà un gran nombre de simfonies, cantates i peces per a banda, que van ser mai impreses.